# Buhalivka, Zinkiv
Buhalivka (în ucraineană Бухалівка) este un sat în comuna Popivka din raionul Zinkiv, regiunea Poltava, Ucraina.

## Demografie
Componența lingvistică a localității Buhalivka
     Ucraineană (78,95%)
     Română (21,05%)
Conform recensământului din 2001, majoritatea populației localității Buhalivka era vorbitoare de ucraineană (78,95%), existând în minoritate și vorbitori de română (21,05%).